# Cholet-Pays de Loire 2001
La Cholet-Pays de Loire 2001, ventiquattresima edizione della corsa e valida come evento del circuito UCI categoria 1.2, fu disputata il 25 marzo 2001 su un percorso di 202  km. Fu vinta dal francese Florent Brard che giunse al traguardo con il tempo di 4h56'59" alla media di 40,81 km/h.
Al traguardo 84 ciclisti portarono a termine il percorso.

## Ordine d'arrivo (Top 10)
| Pos. | Corridore         | Squadra         | Tempo    |
| ---- | ----------------- | --------------- | -------- |
| 1    | Florent Brard     | Festina         | 4h56'59" |
| 2    | Laurent Brochard  | Jean Delatour   | a 5"     |
| 3    | Niko Eeckhout     | Lotto           | a 9"     |
| 4    | Patrice Halgand   | Jean Delatour   | s.t.     |
| 5    | Serge Baguet      | Lotto           | s.t.     |
| 6    | Stéphane Heulot   | Big Mat         | s.t.     |
| 7    | Christophe Mengin | Franç. des Jeux | s.t.     |
| 8    | Jaan Kirsipuu     | AG2R Prévoyance | a 14"    |
| 9    | Franck Bouyer     | Bonjour         | a 16"    |
| 10   | Jeremy Hunt       | Big Mat         | a 41"    |